# Benzylopiperazyna
Benzylopiperazyna (BZP) – organiczny związek chemiczny, substancja psychoaktywna o działaniu stymulującym, pochodna piperazyny. Mechanizm działania benzylopiperazyny jest zbliżony do MDMA, a efekty działania porównywalne do amfetaminy.

## Efekty działania
Efekty działania BZP są bardzo podobne do amfetaminy i obejmują pobudzenie, euforię, zwiększenie koncentracji oraz ogólne uczucie przyjemności. Odbiór bodźców zewnętrznych jak dotyk czy muzyka może być zintensyfikowany pod wpływem BZP. Czas działania waha się zależnie od przyjętej dawki ale zwykle mieści się w granicach 6-10 godzin. Działanie BZP w połączeniu z TFMPP może przypominać MDMA, istnieją jednak pewne wyraźne różnice. Piperazyny zwykle mają więcej efektów ubocznych niż pochodne fenyloetyloaminy, w przypadku BZP są to: drgawki, podniesienie temperatury ciała, uczucie zagubienia, psychozy, bezsenność (czasem mogąca trwać nawet 3 doby po przyjęciu dawki), tachykardia, mdłości, wymioty i bóle głowy. Opisano przypadek nefrotoksyczności po spożyciu 5 tabletek BZP, a także zgonów po spożyciu BZP w połączeniu z MDMA, MDA i alkoholem. Nie są opisywane przypadki uzależnienia od tej substancji. Z powodu tak dużej ilości efektów ubocznych piperazyny są dużo mniej popularne niż fenetylaminy, jak np. amfetamina czy metamfetamina.

## Dostępność
W niektórych krajach obrót BZP jest zabroniony (stan Oklahoma w USA, Belgia, Dania, Niemcy, Estonia, Grecja, Litwa, Finlandia, Szwecja, Chorwacja) lub kontrolowany. W Polsce BZP jest nielegalne od roku 2009. W większości jednak prawo nie reguluje obrotu tymi substancjami i dostępne są w internetowych smartshopach, zwykle w połączeniu z TFMPP.